# Baronía de Tamarit
La baronía de Tamarit es un título nobiliario  español otorgado el 15 de marzo de 1768 por el rey Carlos III a favor de José Vicente Ramón de Sentís y Cascajares, Durán de Padilla y Enríquez de Navarra, Regidor de Valencia, Caballero de la Orden de Carlos III.
Rehabilitado en 1884 a favor de María de los Dolores Agulló y Paulín.
El actual titular, desde 2013, es María Isabel Pascual de Quinto Santos-Suárez, baronesa de Tamarit.

## Barones de Tamarit
|                                        | Titular                                                       | Periodo                                |
| Creación en 1768 por el rey Carlos III | Creación en 1768 por el rey Carlos III                        | Creación en 1768 por el rey Carlos III |
| -------------------------------------- | ------------------------------------------------------------- | -------------------------------------- |
| I                                      | José Vicente Ramón de Sentis y Cascajares                     | 1768-1805                              |
| II                                     | María-Vicenta Ramón de Sentís y Ripalda                       | 1805-1861                              |
| III                                    | José Joaquín Agulló y Ramón de Sentís                         | 1861-1876                              |
| IV                                     | María de los Dolores Agulló y Paulín                          | 1884-1942                              |
| V                                      | Francisco (de Asís) Pascual de Quinto y Martínez de Andosilla | 1958-1981                              |
| VI                                     | Francisco Pascual de Quinto y San Gil                         | 1982-?                                 |
| VII                                    | Francisco de Asís Pascual de Quinto y de los Ríos             | 1991-?                                 |
| VIII                                   | José Pascual de Quinto y de los Ríos                          | 2003-2013                              |
| IX                                     | María Isabel Pascual de Quinto Santos-Suárez                  | 2013-Actual titular                    |

## Historia de los barones de Tamarit
- José-Vicente Ramón de Sentís y Cascajares (1741-1805), i barón de Tamarit.

Le sucedió su hija:
- María-Vicenta Ramón de Sentís y Ripalda (1784-1861), ii baronesa de Tamarit, v condesa de Ripalda.

Le sucedió su hijo:
- José-Joaquín Agulló y Ramón de Sentís (1810-1876), iii barón de Tamarit, vi conde de Ripalda, iv marqués de Campo Salinas.

Le sucedió, por Rehabilitación en 1884, su hija:
- María de los Dolores Agulló y Paulín (1865-1942), iv baronesa de Tamarit, vii condesa de Ripalda, v marquesa de Campo Salinas.

Sin descendencia.
Le sucedió, por Convalidación en 1958, un descendiente de un primo segundo del primer barón:
- Francisco (de Asís) Pascual de Quinto y Martínez de Andosilla (1881-1981),[4]v barón de Tamarit.

1. Casó con Isabel San Gil y Ollo.

Le sucedió, en 1982, su hijo:
- Francisco Pascual de Quinto y San Gil (n.1909), vi barón de Tamarit.

1. Casó con Luisa de los Ríos y Romero.

Le sucedió, en 1991, su hijo:
- Francisco de Asís Pascual de Quinto y de los Ríos, vii barón de Tamarit.

Le sucedió, en 2003, su hermano:
- José Pascual de Quinto y de los Ríos (1948-2013), viii barón de Tamarit.

1. Casó con Myriam Santos-Suárez Lizarriturri.

Le sucedió, en 2013, su hija:
- María Isabel Pascual de Quinto Santos-Suárez, ix baronesa de Tamarit.

1. Casó con Javier de Carvajal Cebrián.

Actual titular.